# Ingbritt
Ingbritt, Ing-Britt, Ingabritt eller Inga-Britt är ett nybildat kvinnonamn sammansatt av det fornnordiska namnet Inga (bildat av gudanamnet Ing) och av Britt (svensk kortform av det keltiska namnet Birgitta som betyder den höga). Namnet har funnits i Sverige sedan i början av 1900-talet.
Den 31 december 2014 fanns det totalt 5 414 kvinnor folkbokförda i Sverige med namnet Ingbritt eller Ing-Britt, varav 3 411 bar det som tilltalsnamn. Dessutom fanns det 5 515 kvinnor med namnet Ingabritt eller Inga-Britt varav 3 209 bar det som tilltalsnamn..
Namnsdag: saknas (1986-1992: 28 maj)

## Personer med namnet Ingbritt eller Ingabritt

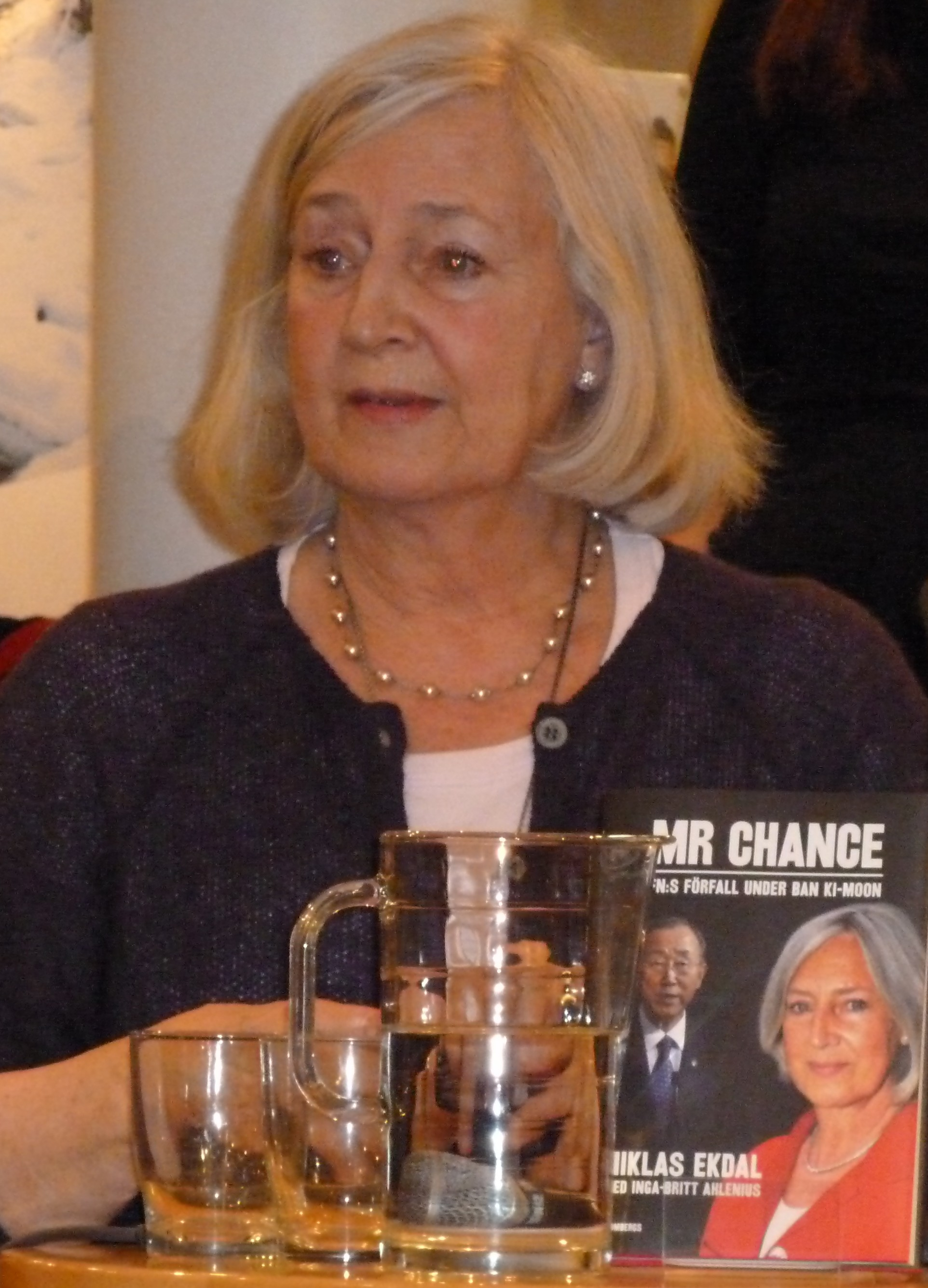
Inga-Britt Ahlenius

- Inga-Britt Ahlenius, svensk ämbetsman
- Ingbritt Irhammar, svensk ämbetsman och politiker (c)
- Inga-Britt Johansson, svensk politiker (s)
- Inga-Britt Lorentzon, svensk friidrottare
- Ing-Britt Stiber, svensk operett- och operasångerska
- Inga-Britt Törnell, svensk jurist, Sveriges första jämställdhetsombudsman
- Inga-Britt Wik, finlandssvensk poet och författare